# Djurgårdens IF Fotboll 1910
Djurgårdens IF Fotboll spelade i dåvarande Stockholmsserien, klass 1 1910, den serien vann Djurgården. Man förlorade finalen med 3-0 mot IFK Göteborg inför 5510 på Walhalla idrottsplats i Göteborg.